# Karel Novak
Karel »Čarli« Novak, slovenski bas kitarist, skladatelj in producent * 30. marec 1949, Ljubljana, LR Slovenija, SFR Jugoslavija.
Čarli Novak je slovenski bas kitarist in skladatelj. Kot bas kitarist je sodeloval v številnih zasedbah kot so Srce, September, Time, Plesni orkester RTV Ljubljana, Gu-gu, ... Od leta 1976 do 1986 je bil studijski basist glasbene založbe Jugoton. Kot studijski glasbenik je sodeloval na več kot 900 albumih.

## Biografija
Novak se je rodil 30. marca 1949 v Ljubljani. Najprej je igral harmoniko, nato kitaro, bas kitaro pa je pričel igrati leta 1967 v skupini »Septima«. Kasneje je sodeloval s skupino »Unioni«, s katero je posnel prve lastne skladbe.

### 70. leta
Leta 1970 se je pridružil mednarodni skupini »The Generals«, ki je takrat koncertirala v Švici. Njeno zasedbo so poleg njega sestavljali še Braco Doblekar (saksofon, tolkala, konge, spremljevalni vokali), Tihomir Pop Asanović (klaviature, orgle) in Massimo Vita (bobni, vokal). Leta 1972 so nastopili na BOOM festivalu v Hali Tivoli. Čeprav so bili občinstvu neznani, so poželi splošno odobravanje in postali znani po vsej Jugoslaviji. Na odru se je skupini pridružil tudi Janez Bončina.
Skupina je razpadla še istega leta, Benč in Novak pa sta ustanovila skupino Srce, kjer sta bila v zasedbi še bobnar Pavle Ristić ter kitarist Zoran Crnkovič. Crnkoviča je kmalu po nastanku skupine zamenjal nekdanji Kameleon, Marjan Malikovič, skupini pa se je pridružil še Braco Doblekar. Skupina je trikrat zapored nastopila na Slovenski popevki: leta 1972 s skladbo »Kakor cvet je tvoj obraz«, leta 1973 s skladbo »Spomin«, za katero je Benč prejel nagrado za najboljšega skladatelja debitanta in leta 1974 s skladbo »Maj, zlati maj«, za katero je skupina prejela 2. nagrado mednarodne žirije in srebrni prstan revije Stop. Skupina je leta 1972 izdala edino singl ploščo s skladbama »Gvendolina, kdo je bil?« in »Zlata obala«. Leta 1974 je Novak odšel na služenje vojaškega roka v Ajdovščino, skupina pa je prenehala z igranjem.
Leta 1976 se je Novak pridružil skupini September, kjer so poleg njega še igrali Benč, Braco Doblekar, Tihomir Pop Asanović, Ratko Divjak in Petar Ugrin. Skupina je postala ena izmed najboljših jazz rock zasedb na področju nekdanje Jugoslavije. Skupina je v tej zasedbi posnela singl »Luduj s nama« in studijski album Zadnja avantura ter se je leta 1976 udeležila BOOM festivala, ki je potekal v Beogradu. Njihov nastop je bil posnet in izdan na kompilacijski plošči festivala BOOM '76.
Istega leta je Novak podpisal pogodbo z glasbeno založbo Jugoton, pri kateri se je zaposlil kot studijski basist. Tako je med letoma 1976 in 1986 kot studijski basist sodeloval na vseh Splitskih festivalih. Sodeloval ni le leta 1981 zaradi nesporazuma z vodstvom Jugotona.
Med letoma 1976 in 1986 je Novak kot gostujoči glasbenik zmagal na 49 festivalih kot so Splitski festival, Zagreb fest, Slovenska popevka, Melodije morja in sonca, Vaš šlager sezone, Vesela jesen, Beogradsko proleće, Karneval fest Cavtat in Opatijski festival. Poleg tega je osvojil še sedem drugih in osem tretjih mest. Kot studijski glasbenik je Novak posnel več kot 900 albumov. Leta 1977 je Kornelije Kovač, vodja skupine Korni grupa, Novaka vprašal, če bi snemal drugo ploščo Zdravka Čolića Ako priđeš bliže, a da nimajo denarja in lahko mu lahko ponudi pol procenta od prodaje plošče. Prva Čolićeva plošča se je prodala v skromnih 50.000 izvodih. Čarli je rekel: »Če sem že tukaj, dajmo posneti« in je ponudbo sprejel. Po prvih dveh mesecih je bilo prodanih 800.000 plošč. Novak je denar od plošče dobival pet let. S tem denarjem si je nato kupil Chevroleta in si sezidal hišo.
Leta 1976 se je pričelo tudi njegovo sodelovanje s Plesnim orkestrom RTV Ljubljana, ki se je končalo leta 1983. PORL je tega leta snemal novo ploščo v Münchnu. Snemanje je potekalo od petka do nedelje, sobota pa je bila prosti dan. Novak je soboto izkoristil za koncert s predhodnico skupine Gu-gu v Kranju. Na snemanje je naslednji dan zamudil petnajst minut, zaradi česar je pri PORL-u padel v nemilost in je tako čez nekaj mesecev prenehal sodelovati z orkestrom.

### Od skupine Gu-gu do danes
Novak je svojo kariero nato nadaljeval v skupini Gu-gu, kjer so poleg njega še igrali Tomo Jurak (vokal, kitara), Igor Ribič (klaviature, vokal), Roman Medvešek (kitara) ter Tone Dimnik (bobni), s katerim je Novak sodeloval tudi pri studijski zasedbi »Zeleni val«, kjer sta še igrala Grega Forjanič in Slavko Avsenik mlajši.
Skupina Gu-Gu je posnela tri studijske albume: Ta veseli dan ali Gu-Gu play for you (1985), Mango banana (1986) in Sam po parku (1988) ter malo ploščo Želim si na Jamajko (1984). Tone Dimnik je leta 1985 skupino zapustil, nadomestil pa ga je Marjan Vidic. Leta 1987 je skupino zapustil Roman Medvešek, v skupino pa je nato prišel klaviaturist Tomaž Žontar. Leta 1984 je skupina s skladbo »Želim si na Jamajko« nastopila na Pop delavnici in osvojila 1. nagrado občinstva ter nagrado za najboljši nastop, leta 1986 pa je s skladbo »Mango banana« osvojila 1. nagrado občinstva na Melodijah morja in sonca. Skupina je leta 1989 prenehala z delovanjem.
Novak je nato z Ribičem, bobnarjem Mirom Čekelišem in kitaristom Sašom Dragašem ustanovil skupino »Hot, Hot, Hot«, ki je kasneje postala spremljevalna skupina Damjane Golavšek, s katero se je Novak kasneje poročil. Skupina je prenehala z delovanjem leta 1992.
Kasneje je sodeloval še z jazzovsko skupino Ljubljana Jazz Selection, kjer so bili v zasedbi še saksofonist Miroslav Sedak Benčić, bobnar Dragan Gajić, pianist Dejan Pečenko, tolkalist Nino Mureškić in kasneje še trobentač Petar Ugrin. S skupino je posnel dve plošči.
V nadaljevanju je Novak sodeloval predvsem s svojo ženo Damjano Golavšek, ki je izdala še dva albuma: Rime (1995) in Nasmeh (1999), kasneje pa sta se oba posvetila mlajšemu občinstvu, za katerega sta izdala štiri albume.
Leta 2007 je Damjana Golavšek zmagala na Slovenski popevki s skladbo »Naravne sile«, ki jo je napisal Čarli, besedilo pa je prispevala Damjana Kenda Hussu.

## Glasbeni stil in oprema
Novak je bil eden izmed prvih jugoslovanskih basistov, ki so uporabljali tehniko "slapanja", česar se je naučil sam: "Slapanja sem se naučil sam. Težko je bilo kaj videti. Takrat ni bilo videov, torej bolj ob poslušanju in nekaj malega po notah".
V 70. letih je uporabljal bas kitaro Fender Jazz Bass, v 80. letih pa je pričel uporabljati bas kitaro Music Man.
Njegov vzornik je Rocco Prestia, ki je igral bas kitaro v funk skupini Tower of Power.

## Izbrana diskografija
| - »Gvendolina, kdo je bil« (1972) Albuma - Zadnja avantura (1976) - BOOM '76 (kompilacija, 1976) Singl - »Luduj s nama« (1976) Albumi - Ta veseli dan ali Gu-Gu play for you (1985) - Mango banana (1986) - Sam po parku (1988) - Happy End (1988) - Gu-Gu zadnjič (1997) Singl - »Želim si na Jamajko« (1984) | - Pokloni si srečo (1991) - Ko je maj (1992) - Rime (1995) - Nasmeh (1999) - Tihomir Pop Asanović: Pop - Time: Život u čizmama s visokom petom - Kornelije Kovač: Između svetlosti i tame - Zdenka Kovačićek: Zdenka Kovačićek - Dado Topić: Neosedlani - Ditka Haberl: Zaljubljena - Petar Ugrin: Samo muzika - Gabi Novak & Arsen Dedić: Gabi & Arsen - Oto Pestner: Pravi posao - Alenka Pinterič: Alenka Pintarič - Andrej Šifrer: Ideje izpod odeje - Zdravko Čolić: Ako priđeš bliže |